# Carya laciniosa
Carya laciniosa là một loài thực vật có hoa trong họ Óc chó. Loài này được (F.Michx.) G.Don mô tả khoa học đầu tiên năm 1830.

## Hình ảnh

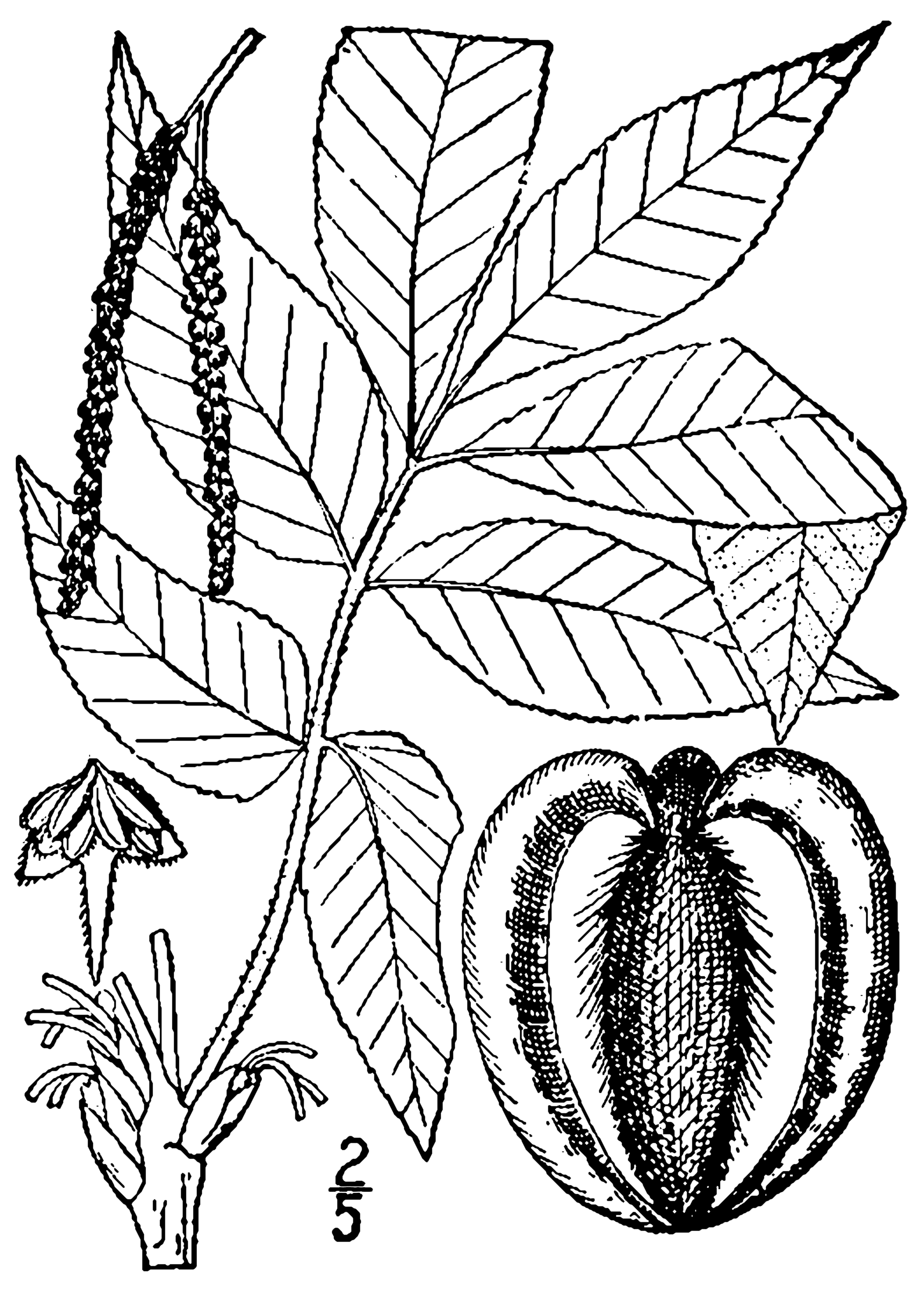
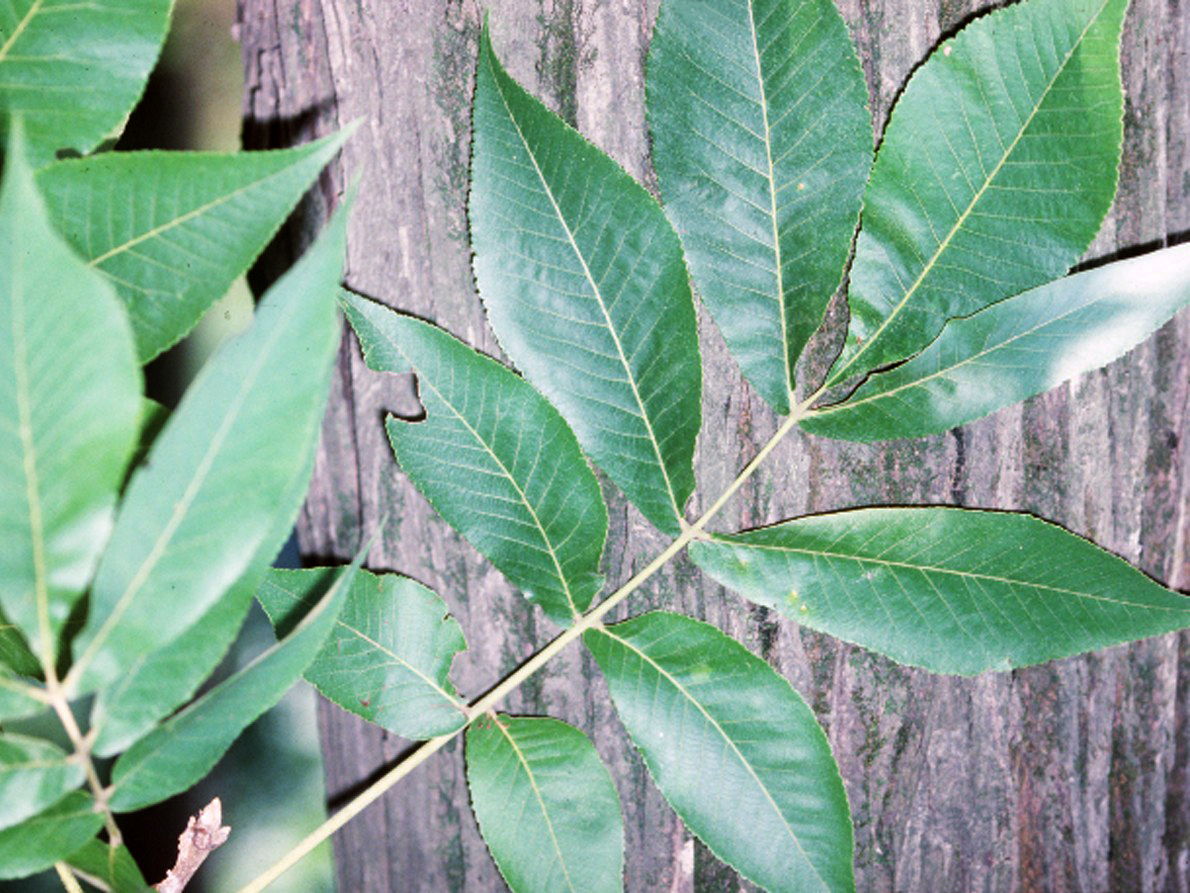
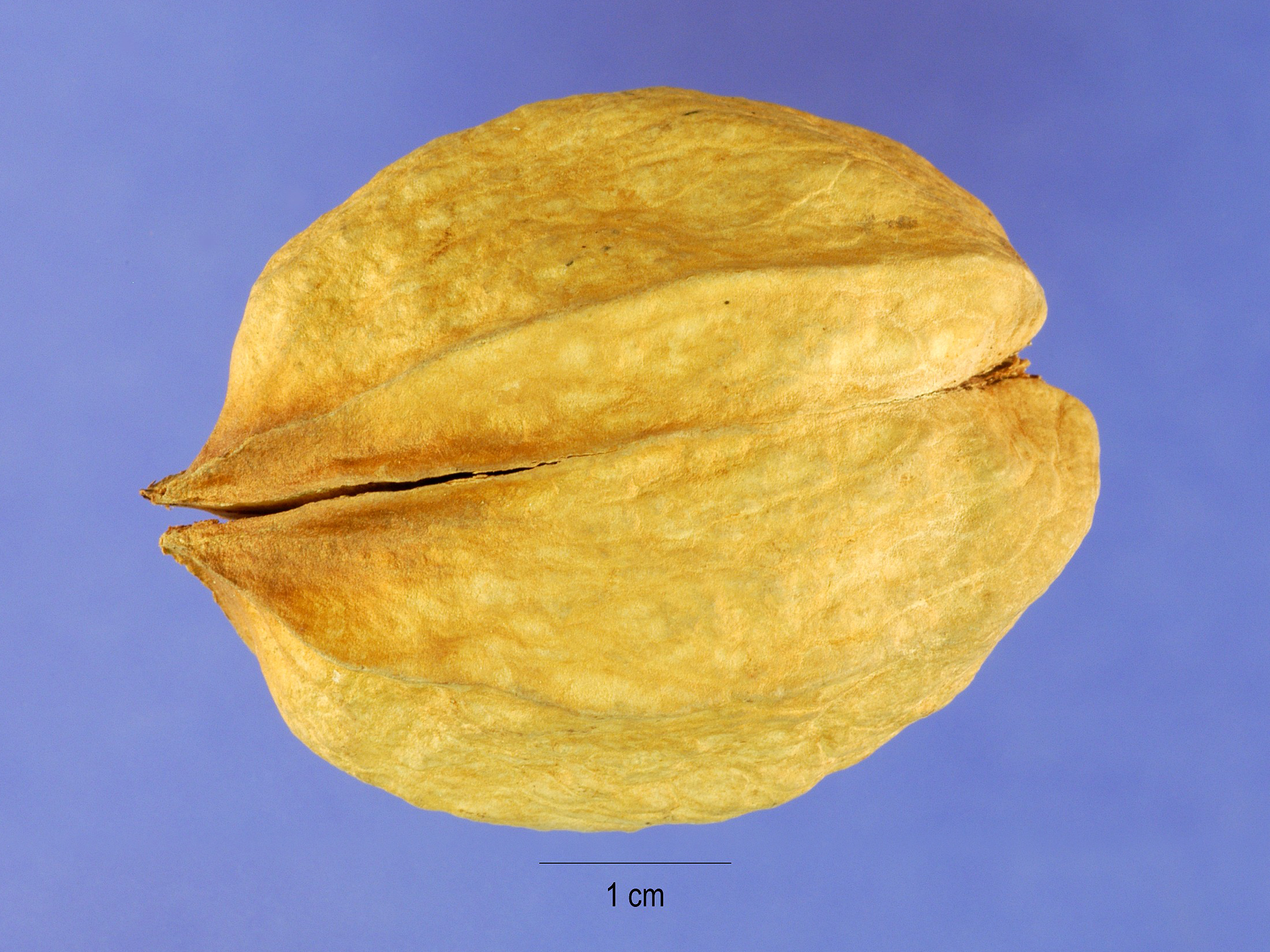